# 克律塞平原
克律塞平原是位於火星北半球，塔爾西斯高原西側靠近赤道的圓形平原，中心位於26°42′N 320°00′E / 26.7°N 320.0°E，直徑約1600公里，低於火星大地水準面約2.5公里。一般認為該平原是一座撞擊坑，且有類似月海的地質特徵，例如皺脊。克律塞平原坑洞的密度大約是月海的一半。

## 河流痕迹

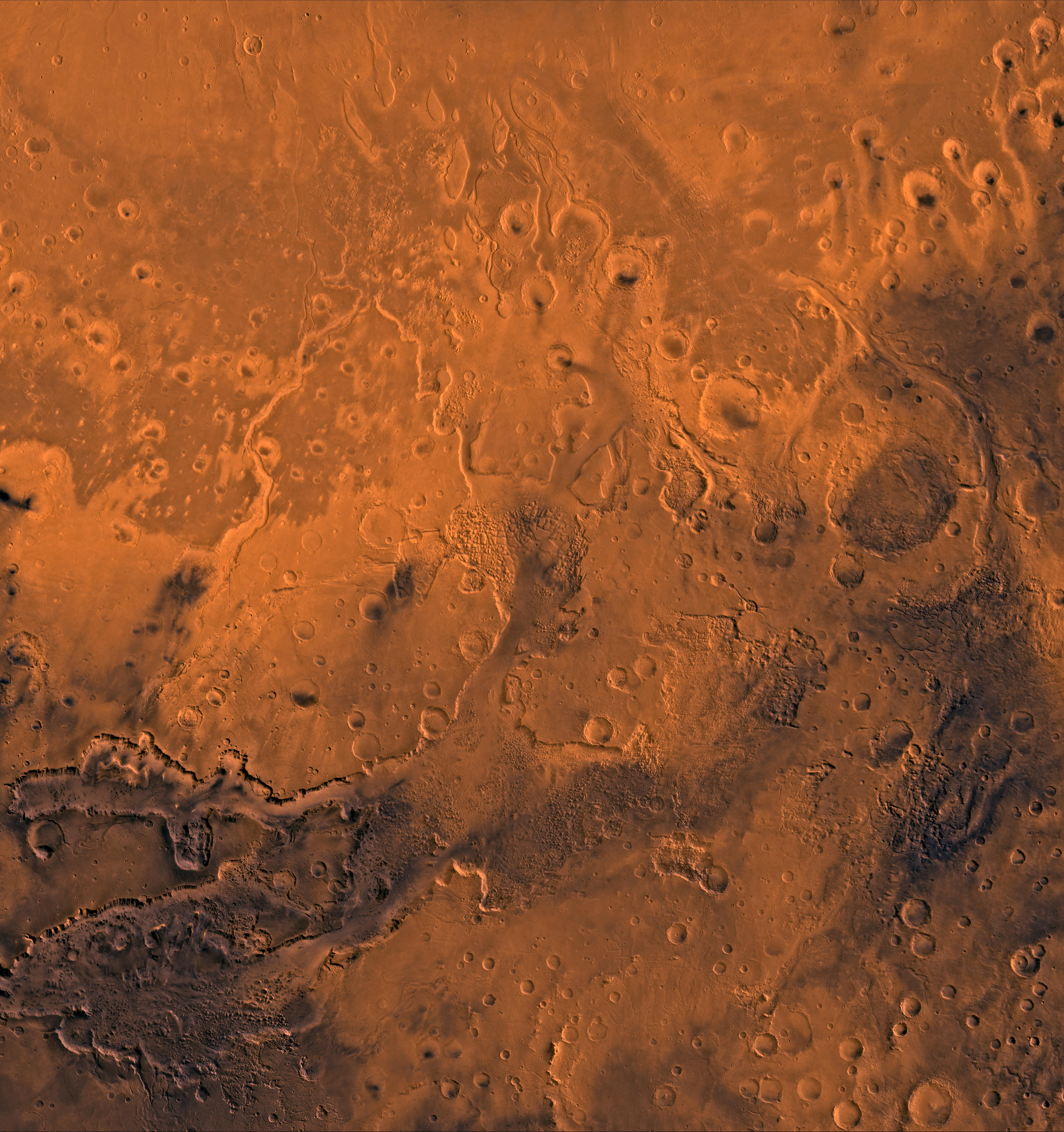
維京 2 號軌道飛行器的視圖顯示了 Chryse Planitia 的南部、Valles Marineris 的東部以及該地區的幾條流出通道。

克律塞平原有古代火星河流侵蝕的地表特徵。克律塞平原位於水手號峽谷等許多發源自南方隕擊高原的末端，塔爾西斯高原的邊緣。這裡是火星表面地勢最低的幾處，因此一般認為水流將流入此處。從塔爾西斯平原往克律塞平原的地形是一路下降。卡塞谷、邁亞谷和纳内迪谷是從塔爾西斯高原往克律塞平原。往克律塞平原的東側地勢則是逐漸變高。阿瑞斯谷就是從克律塞平原東側的高原流入。提爾谷和西穆德谷主要也是流入克律塞平原。
數條古代河流遺跡被海盜號的軌道探測器發現，是火星古代表面曾有液態水的強力證據。
有理論認為克律塞平原在火星的赫斯伯利亞紀或早期亞馬遜紀是湖或海，因為河谷都從較高的高原走向克律塞平原或相等高度區域，有些地表特徵甚至顯示了火星古代的海岸線。而克律塞平原往火星北方大平原開口，因此克律塞平原古代可能是一個大型海灣。

## 海盗一号
海盜一號的登陸器在克律塞平原，但該登陸器與河道距離過遠，因此並未找到水流的相關地質特徵，降落地底只找到火山岩特徵。火星探路者則降落於阿瑞斯谷的末端，進入克律塞平原的入口。

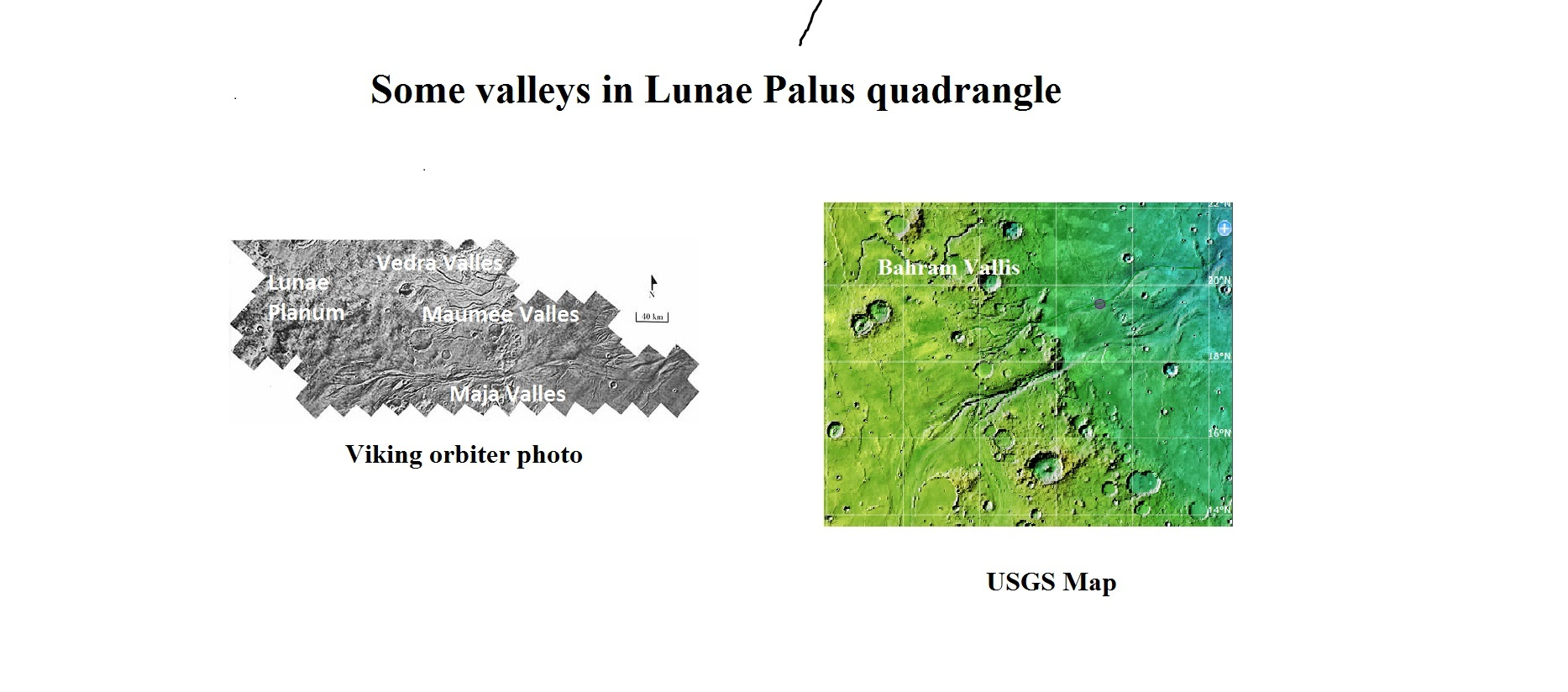
水從左側的月神高原（Lunae Planum）流向韋德拉谷（Vedra Vallis）、茂米谷（Maumee Vallis）和邁亞谷（Maja Valles）進入右側的克律塞平原。該照片由海盜號軌道探測器拍攝。
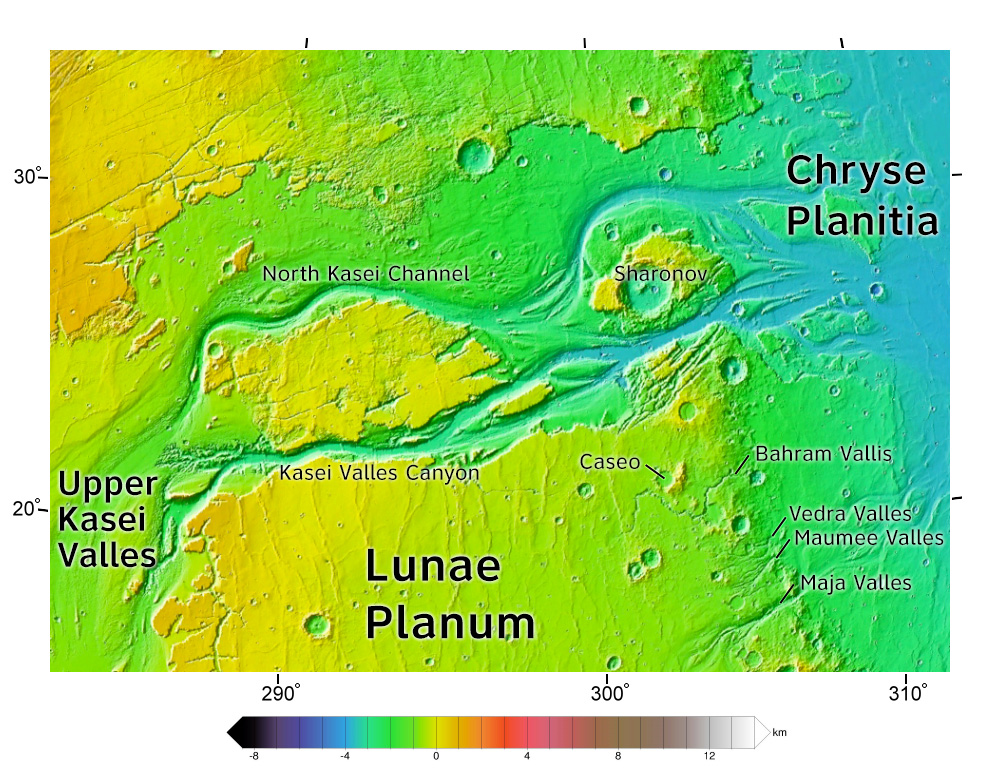
卡塞谷北側的邊緣。本照片可看出卡塞谷、巴赫拉姆谷（Bahram Vallis）、韋德拉谷、茂米谷和邁亞谷（Maja Valles）的關係。這些河谷的水都流向較低的克律塞平原。
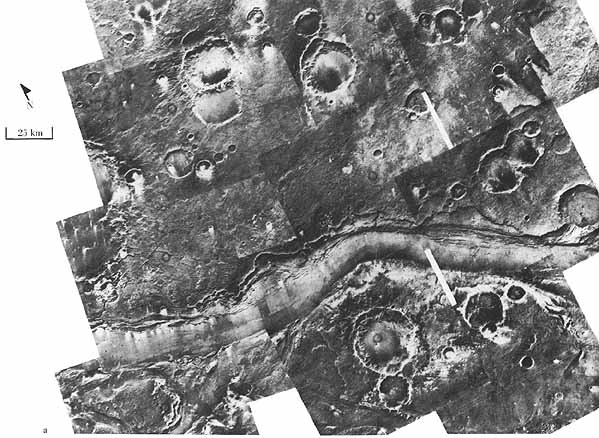
海盜號拍攝的阿瑞斯谷。該峽谷寬約25公里，深約1公里。

## 外部連結
- Google Mars scrollable map（页面存档备份，存于） - centered on Chryse Planitia
- Martel, L.M.V. (June, 2001) Outflow Channels May Make a Case for a Bygone Ocean on Mars. Planetary Science Research Discoveries. http://www.psrd.hawaii.edu/June01/MarsChryse.html （页面存档备份，存于）